# 仰头大笑
《仰头大笑》（英語：Look Up and Laugh）是由巴兹尔·迪恩执导的1935年英国喜剧电影，由格雷西·菲尔兹、艾尔弗雷德·德雷顿和道格拉斯·韦克菲尔德主演。 这部电影因费雯·丽早期出演配角而著称。

## 情节
格雷西·皮尔逊（格雷西·菲尔兹饰）是一位歌手兼喜剧演员，她回到家中享受一个小小的假期，但酝酿中却遇到了麻烦。首先，她必须用她所有的血汗钱来支付她的兄弟欠放债人的部分款项。然后，当他们去看望他们的父亲时，因为普拉姆博罗市场（在那里他有一个摊位）要为一家百货公司让路而受到拆迁威胁，他们发现父亲几近崩溃。她接到一封提供西区唱歌工作的电报，但决定试图挽救市场。
随后，格雷西通过一系列更加滑稽的计划将摊贩们聚集在一起，试图挽救他们的生计。

## 演员
- 格雷西·菲尔兹 - 格雷西·皮尔逊
- 费雯·丽 - 玛乔丽·贝尔弗
- 道格拉斯·韦克菲尔德 - 乔·奇克
- 艾尔弗雷德·德雷顿 - 贝尔弗
- 比利·纳尔逊 - 阿尔夫·彻克
- 哈里·泰特 - 滕佩尼
- 亨特利·赖特 - 凯特利
- 罗布·威尔顿 - 梅厄
- 莫利斯·哈維 - 罗森布鲁姆
- 毛德·吉尔 - 坎维小姐
- 诺曼·沃克 - 布赖尔利
- 汤米·菲尔兹 -西德尼·皮尔逊
- 海伦·费雷斯 - 巴斯特夫人
- 肯内特·科韦 - 钢琴助手
- D·J·威廉斯 - 马尔帕斯

不具名：
- 弗兰克·阿特金森 - 放债人
- 弗洛伦斯·格雷格森 - 皮尔森先生的管家
- 阿瑟·汉布林 - 山姆
- 詹姆斯·哈考特 - 皮尔森先生
- 安东尼·霍莱斯 - 商店经理
- 迈克·约翰逊 - 市场外的人
- 杰克·梅尔福德 - 记者
- 肯内特·默勒 - 小角色
- 埃内斯特·塞夫顿 - 博罗市场工程师

## DVD发行
这部电影收录在格雷西·菲尔兹收藏版DVD中。